# Mingrél nyelv

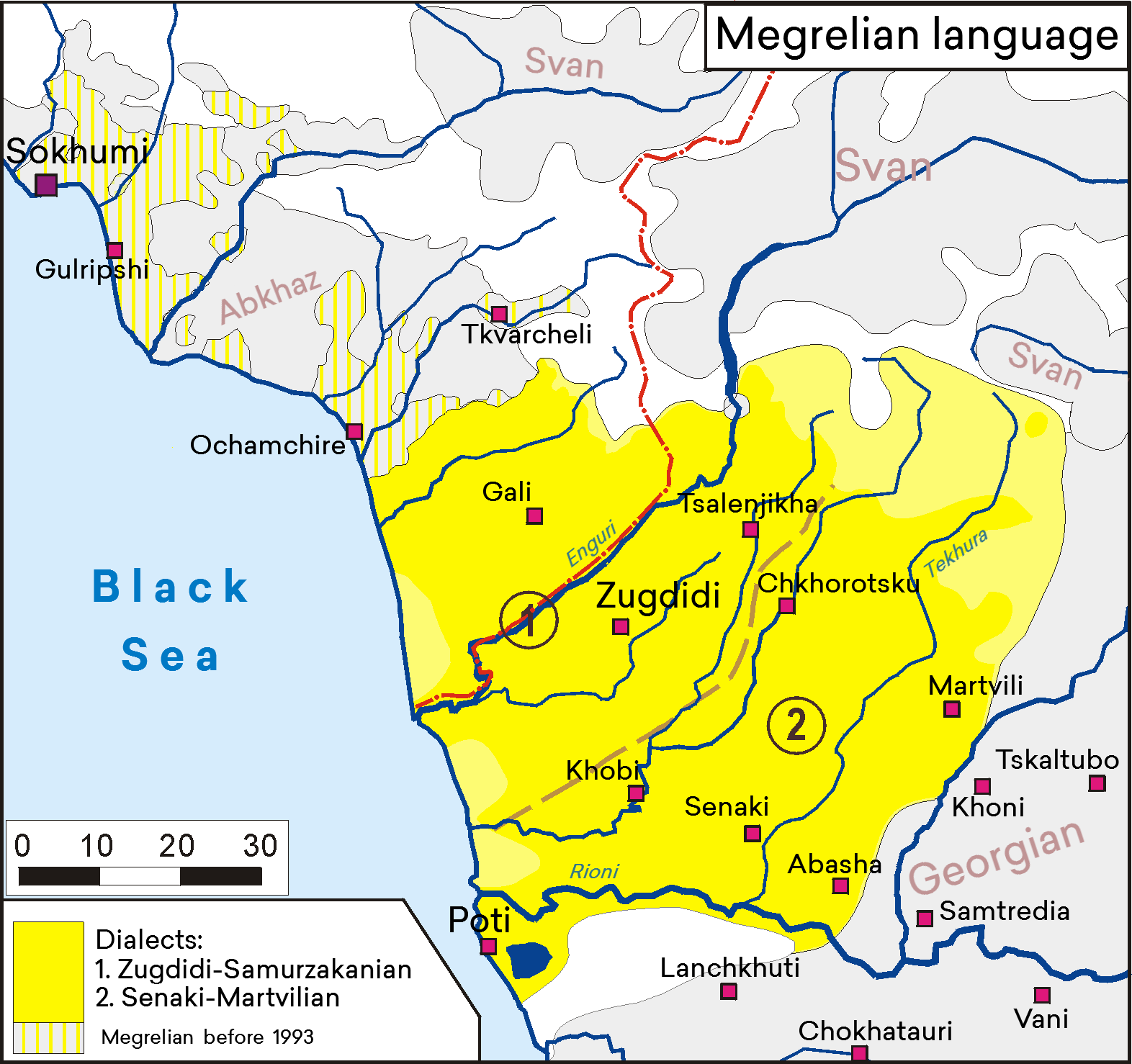
A Mingrél nyelv elterjedése

A mingrél nyelv (mingrélül მარგალური ნინა, margaluri nina) Grúzia északnyugati részében beszélt nyelv. A 20. század elején ivéri néven is ismerték. Beszélői a mingrélek, akiket a grúz nép egy regionális csoportjának tekintenek.
A dél-kaukázusi nyelvek (kartvéli nyelvek) csoportjába tartozik. Közeli rokona a láz nyelv, amelynek beszélői több, mint 500 évvel ezelőtt szakadtak el földrajzilag a mingrél közösségektől. Vannak, akik még mindig a zan nyelv két változatának tartják a mingrélt és a lázt, a kölcsönös megértési nehézségek miatt azonban az uralkodó vélemény szerint külön nyelvekről van szó, melyek a kartvéli nyelvek zan csoportját alkotják.
A mingrél beszélőinek számát 300 000 és 600 000 közé teszik.
Mingrél nyelvű szövegek először a 19. században keletkeztek, melyek többnyire a népi szájhagyomány feljegyzéseiből állnak. Nyelvtanát (főként a fonetikát) elsőként Alekszandre Cagareli tanulmányozta 1880-ban. 1914-ben Joszeb Kipsidze, majd 1920-ben Salva Beridze írta meg a mingrél nyelv nyelvtanát. 1930 és 1938 több mingrél nyelvű újság is létrejött.
A mingrél nyelvet a grúz függetlenség kikiáltása után kezdték újjáéleszteni, s újból kiadták a korábbi mingrél szótárokat, valamint régi és új szerzők műveit. A Jehova Tanúi szekta magazinokat és könyveket ad ki mingrél nyelven az országban.

## Nyelvjárásai
- Északnyugati vagy Zugdidi-Szamurzakano
  - Dzhvari
- Délkeleti vagy Szenaki
  - Martvili-Bandza
  - Abasa